# Adolf Wagner (Winzer)
Adolf Wagner (* 1877 in Lockweiler im Saarland; † 1936 in Beurig) war ein deutscher Sektfabrikant und Erbauer des Schlosses Saarfels.

## Leben
Adolf Wagner war der Sohn des  Josef Wagner, der mit seiner Wein- und Sektkellerei die Sektindustrie an der Saar begründete.  Nach seiner Schulausbildung machte er eine umfangreiche Ausbildung in Reims in der Champagne, die er 1902 abschloss. Im selben Jahr begann er mit der Herstellung von Sekt aus Saar-Rieslingweinen nach der Méthode champenoise (Flaschengärung).

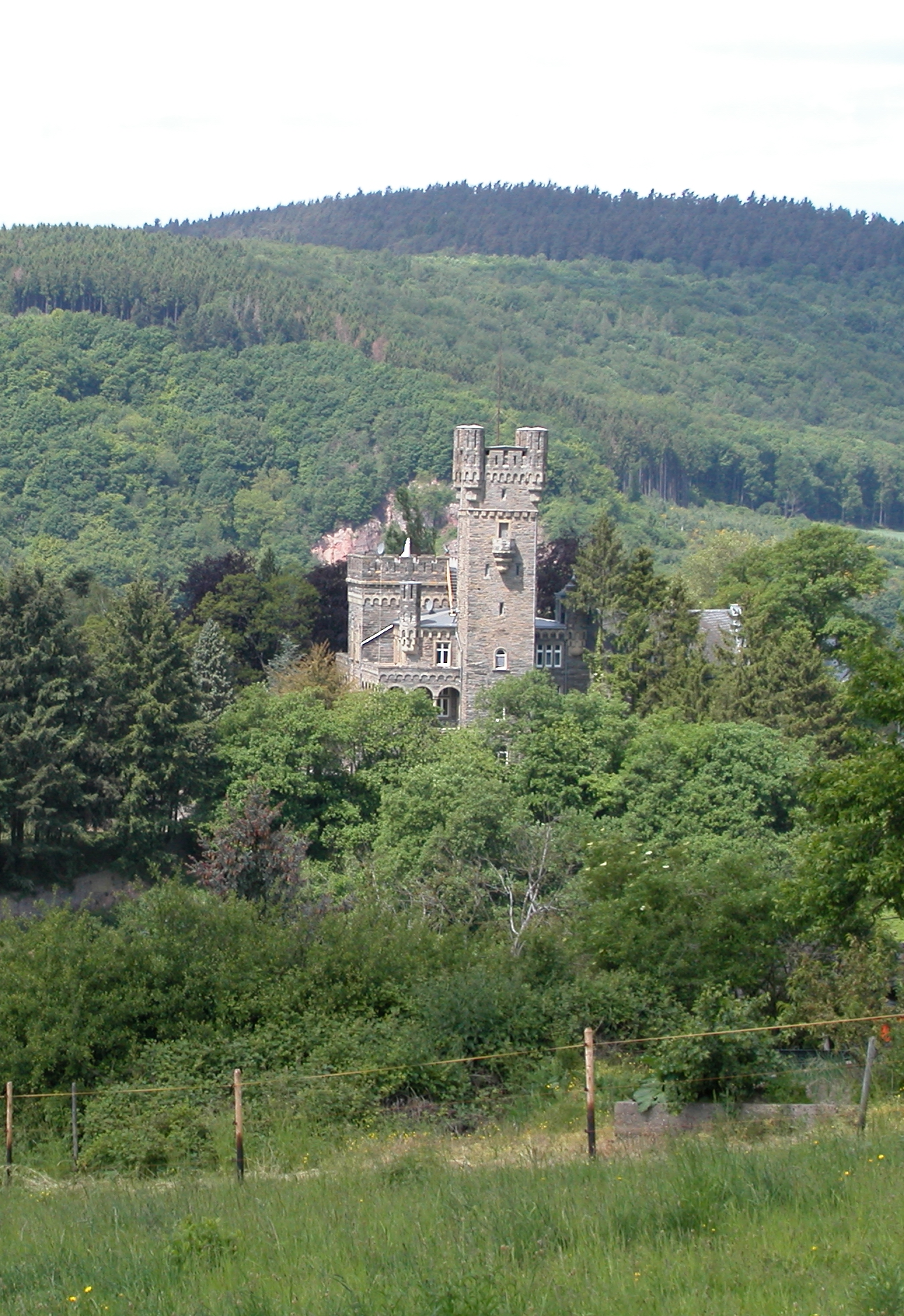
Weingut Schloss Saarfels, 1912/1914 durch Adolf Wagner errichtet

In den Jahren von 1912 bis 1914 errichtete er das Weingut Schloss Saarfels in der Gemeinde Serrig an der Saar und gründete die Sektkellerei Schloss Saarfels. Die Jahresproduktion hatte damals einen Umfang von über eine Million Flaschen Sekt. 1919 folgte die Umwandlung des Betriebes in die Schloss-Saarfels-Aktiengesellschaft. Im benachbarten Remich in Luxembourg wurde eine Zweigniederlassung eröffnet. 
Das Unternehmen geriet infolge der allgemeinen Wirtschaftskrise in finanzielle Schwierigkeiten und musste 1931 die Sektkellerei an die Gläubigerbank abtreten. Das Schloss wurde versteigert.
Es dient heute als Gästehaus. Die gesamte Schlossanlage mitsamt Weinberg ist ein eingetragenes Kulturgut. 